# 訪妻婚
访妻婚是日本古代的一種婚姻形式，盛行於大和時代，一直延續至平安時代。這種婚姻是夫婦別居，男女各自與自己母親和同母兄弟姊妹同住，男方在晚上進入女方家中，短則翌日清晨離開，長則在女家逗留數年，然後回到自己的家，所生的子女隨母親生活。訪妻婚是結婚型態之一種，男女同居必須經由女性與族長同意，此制度帶有子女繼承與財產歸屬等意涵，意義與一夜風流之夜這大不相同。與中國雲南摩梭人的走婚相似，但訪妻婚是採一夫多妻制，且男方有在經濟上支持妻兒的責任，與採系列式一夫一妻、男方無須負責女方及子女生活費的走婚不同。日本在大和時代，母系氏族組織和觀念仍未瓦解，訪妻婚就是這種社會狀態下的產物。日本社會人類學家高群逸枝在《日本婚姻史》一書中，認為訪妻婚是一種一夫多妻對偶婚，亦有人認為這是從群婚演變而來的。
這種婚姻形式由大和時代到平安時代延續了一千多年，之後仍然在民間存在，直至明治維新後才完全絕跡。

## 起源
訪妻婚在古墳時代已經出現，在《古事記》、《日本書紀》、《萬葉集》等文獻稱之為。原始時代的群婚制最初是族內婚，後來演變為族外婚，子女由母親養育，然後再由群婚慢慢發展成訪妻婚。

## 特徵

### 原始形態
在大國主神神話中，身為日本主神天照大神之弟須佐之男其女婿大國主命曾經實行妻訪婚。大國主命欲與高志國的沼河比賣結婚，孤身前往高志國並與沼河比賣姬交換和歌，宿於高志國與沼河比賣姬共寢後歸還。此舉引起正妻須勢理姬神之嫉妒，而大國主命也與其妻須勢理姬神亦互詠和歌以鞏固夫妻之誓言。可以說是妻訪婚的原形，而妻訪婚較盛行於古墳時代，至攝關政治時代，天皇若娶藤原家的女性為婚，其子幼時多由藤原家撫養，可以說是妻訪婚的遺跡。
據《三國志·魏志·倭人傳》載，當時邪馬台國無論貴族還是平民都流行一夫多妻，现存奈良时代的户籍、计帐亦反映出庶民之多妻家庭不在少数。妻子並非從屬於丈夫，丈夫也並非從屬於妻子。女性則居於母家。因此女性是婚姻的主體，擁有擇夫的權利，得到女方家長認可後就可結合，妻子也擁有子女的命名權。在當時母權頗為重要，女性的地位亦較後世高。直至大化革新後，日本仿效中國唐朝的律令制時才把先訪之妻稱為「妻」，後訪之妻稱為「妾」，但當時編寫的《令集解·戶令》卻又把妻和妾的地位視為平等。由於同族通婚首先會排除同母兄弟姊妹，所以與異母兄弟姊妹結婚是有可能發生的。
訪妻婚中由於夫婦別居，夫婦相聚時間不長，夫妻住處分隔較遠的往往要很久才相聚一次，當時就有不少訪妻婚夫妻思念配偶的詩歌。妻子往往只能等待丈夫來訪，一旦失寵，丈夫不再與妻同居，婚姻關係就解除，一段時間後女方就可以與其他男性締結婚姻關係。若妻子拒絕丈夫來訪，丈夫仍可到訪其他妻子家中或與其他未婚女性結婚。此外，由於夫妻分開居住，雖然名義上是一夫多妻，但已婚女性也有可能讓其他男子和她們過夜。

### 親子關係
家庭中的資產將由母親傳給子女。兒女與母系家族同居，同母兄弟姊妹一同生活，兄弟姊妹的關係較為緊密，而同父異母兄弟姊妹的關係則較為疏離，有些甚至素未謀面。人們往往只對母系的家庭成员才有亲缘关系的认同感。

### 變異
訪妻婚發展到後期發生本質上的變化，奈良時代起父權制度興起，儘管表面形式上的變化不大，但女性已經不再是婚姻的主體，反映平安時代貴族生活的《源氏物语》中，贵族妇女大都自幼养在深闺，决不允许与陌生男子見面，加上當時貴族婚姻重門第，因此貴族女性並沒有戀愛和婚姻的自由。書中光源氏之子夕霧就對正妻說：“一个真正的男人，如果他不像我这样去搞点风流韵事，只守着一个妻子，像雄鹰惧怕雌鹰似的人，将会怎样受人耻笑。如果只和这样一个呆头呆脑的男人厮守着，那么对你说来，也不见得似荣耀。如果在众多妻子当中，自己拔萃出众，受到较其他妇女更特殊的待遇，那么旁人也会认为你是个了不起的人，我也不会日久生厌，反而会觉得你更有意趣，更加可爱。”反映了平安时代的访妻婚习俗明显带有了男权色彩，女性不仅在婚前没有自由择偶的权利，婚後也必须无条件容忍並顺从丈夫的渔色行径，對丈夫保持忠诚。《源氏物語》的作者紫式部與丈夫藤原宣孝的訪妻婚夫妻關係也反映了當時女性的不幸，有一次宣孝來到紫式部家，留字條說要去一個比她溫柔的女人那邊去，紫式部看完，惱羞成怒，便順手在字條上回道：「像你這種成天拈花惹草的男人，我看，恐怕沒有哪一個女人能夠水乳交融、真心地溫柔對待你。」再遺侍女送到宣孝那邊。藤原兼家之第二位妻子、藤原道綱之母、藤原倫寧之女藤原氏（本名不詳）所著的《蜻蛉日記》就是描述自己在一夫多妻訪妻婚制度下的苦況。
此外，平安時代的訪妻婚也由最初多名平妻變成有等級之別，《源氏物語》中光源氏的妻子們就有等級差別，當時女性的出身不但影響自己的地位，還影響後代的前程。《源氏物語》裡光源氏流放须磨时的落难妻子明石之方雖然品貌优秀，才艺出众，且與光源氏育有一女明石姬君，然明石之方終究因出身低微之故，含淚將女兒明石姬君交由出身高貴、且為當時光源氏正妻的紫之上撫養。
由此可見，平安时代访妻婚内涵已发生了质的改变並且讓贵族公子提供了纵欲的自由與方便，女性則在饱尝丈夫的移情甚至离弃的痛苦。而當時的女性往往無法拒絕其他男子闖入她們的房間，如平安時代名著《源氏物語》主角光源氏就經常未經女方許可就闖入女子的房間，與女子發生性關係。在此時，訪妻婚的女性已經失去了擇偶的自主權。

## 儀式
訪妻婚在民間以自由戀愛締結婚姻，求婚時男性會在女家窗戶大並唱求婚歌，女性會唱答歌，這種方式稱為「歌垣」（歌垣），若女子答允，則會留男子過夜，稱為「夜這」（よばい）。文學作品《竹取物語》就有五名貴族男子向伐竹翁養女輝夜姬求婚的情節，男子在日暮時分到輝夜姬家門前唱求婚歌，輝夜姬亦以歌回應。在第三日會進行「三日餅」的儀式，即用三枚銀盤盛裝餅（麻糬），讓新婚夫婦共同分享的儀式，餅由婚姻長久，子孫繁昌的長者遞送，這個儀式估計在奈良時代在農民之間產生，然後再舉行「露顯」（露顕）儀式，即舉行宣佈喜訊的宴會。
在貴族階層，由於政治婚姻盛行，當時貴族女性又絕少出門，很難與同齡男子有近距離接觸，即使是自由戀愛，也是通過較為間接的形式建立關係，因此貴族訪妻婚的締結形式亦與民間有所差異。貴族男女的戀愛通常是男性聽聞某女子才貌出眾，或偶爾於窺得女子容顏。男子對一個女子有意時，會作和歌傳情，女子收信後會由侍候她的女房代筆回信。如郎有情、妾有意的話，不久女子就會親筆回信給追求者，然後雙方贈答和歌維繫感情。一段時間男性便到女性家拜訪，近侍女房會引導男性與主子會面，但女子不會直接露面，而是要坐于禦簾之中，置身幾帳、屏風等的陰影之下，並以扇子將容貌隱藏起來。男子只能憑所聽到衣襟摩挲的聲音和所聞到的清幽香氣來產生對女方的幻想，從而對女方有更誠摯的愛慕。等女方父兄调查过男方家庭背景，再代女方拒绝或同意結婚。 
在平安中期，結婚會由男女家一同擇吉日，當天新郎要用紅紙寫情書，通過媒人送給新娘，新娘收到後依照慣例是不回信的，新郎會在當晚亥時點燃脂燭，與隨從乘馬或牛車來到女家，女方家人也手持脂燭，引領新郎至寢殿，新郎脫鞋進入殿中，女方家人會將男子的鞋收入懷中，並懷揣鞋子度過一夜，這是希望新人能白頭到老的咒願。而新郎和女方家人的脂燭在當晚亦會合二為一，再送到母屋帳前點燃一個燈籠，保持三日不滅。新郎進入帳內後新娘隨之進入，稱為「衾覆」，正式結為夫妻，新郎要在黎明前回到自家，並向新娘贈以後朝之文，後朝之文是雙方愛情的證明，越早送去越好，並且要連續訪妻三天。在第三天的晚上，再舉行三夜餅供進的儀式，之後新郎穿戴上女家準備的狩衣和烏帽子，走到帳前，進行供膳儀式。之後，新郎的父親要拜訪女家並送上禮品，女家則舉辦露顯儀式。有些人婚後會在女家旁邊另外建一間小房子，夫妻在該房子相會。

## 相關文學作品
日本古典小說《源氏物語》就有描述平安時代貴族男子於晚上駕著牛車四處訪妻的情形，《竹取物語》則有描述訪妻婚的求婚形式。自傳式作品《蜻蛉日記》則反映了當時女性在這種婚姻制度下的苦況。
《萬葉集》一些詩歌也有描述訪妻婚，如〈雄略天皇之歌〉（雄略天皇の歌）。